# Balduíno III da Flandres
Balduíno III da Flandres, 'O Jovem' (c. 940 - 1 de janeiro de 962) foi Conde da Flandres com o seu pai, Arnulfo I da Flandres.

## Biografia
Balduíno faleceu antes do seu pai, e este foi sucedido pelo seu neto, Arnulfo II da Flandres (c. 960 ou 961 - Ghent, 30 de março de 987).
Arnulfo I fez de Balduíno o seu co-governante em 958. Durante o seu curto governo, Balduíno estabeleceu as indústrias de tecelagem e de pisoagem em Gante de modo a colocar as bases para a importância económica do condado nos séculos seguintes.

## Relações familiares
Foi filho de Arnulfo I da Flandres (c. 890 - 28 de março de 965) e de Adela de Vermandois (c. 910 - 960), filha de Herberto II de Vermandois (884 — 23 de fevereiro de 943) e de Luitegarda de França.
Em 961, Balduíno casou-se com Matilde da Saxônia (c. 940 - 1008), filha de Hermano da Saxónia e de Oda de Bilunga, com quem teve o filho e herdeiro, Arnulfo, que viria a ser:
1. Arnulfo II da Flandres.[2][1] (c. 960 ou 961 - Ghent, 30 de março de 987). Casou com Rosália de Ivrea, (ca. 937 - 7 de Fevereiro de 1003), que foi condessa da Flandres e depois rainha consorte de França, pelo seu 2º casamento com Roberto II de França.[3] Era filha de Berengário II de Itália (ca. 900 — Bamberg, 6 de julho de 966[4]), rei da Itália, e de Willa III Toscânia-Arles (912 - 970), sendo portanto descendente de Carlos Magno.